# Tavolara

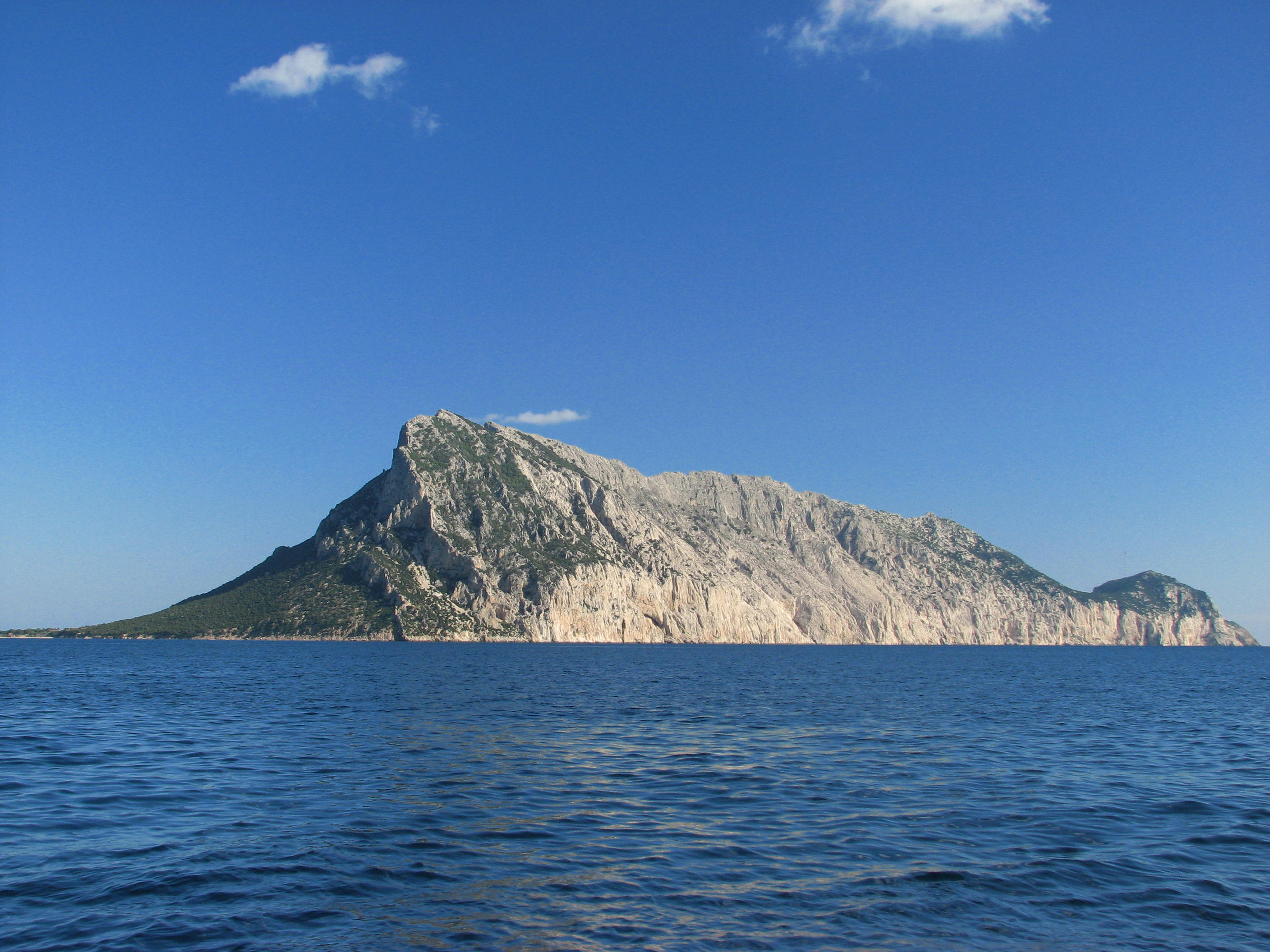
Tavolara vista do sul

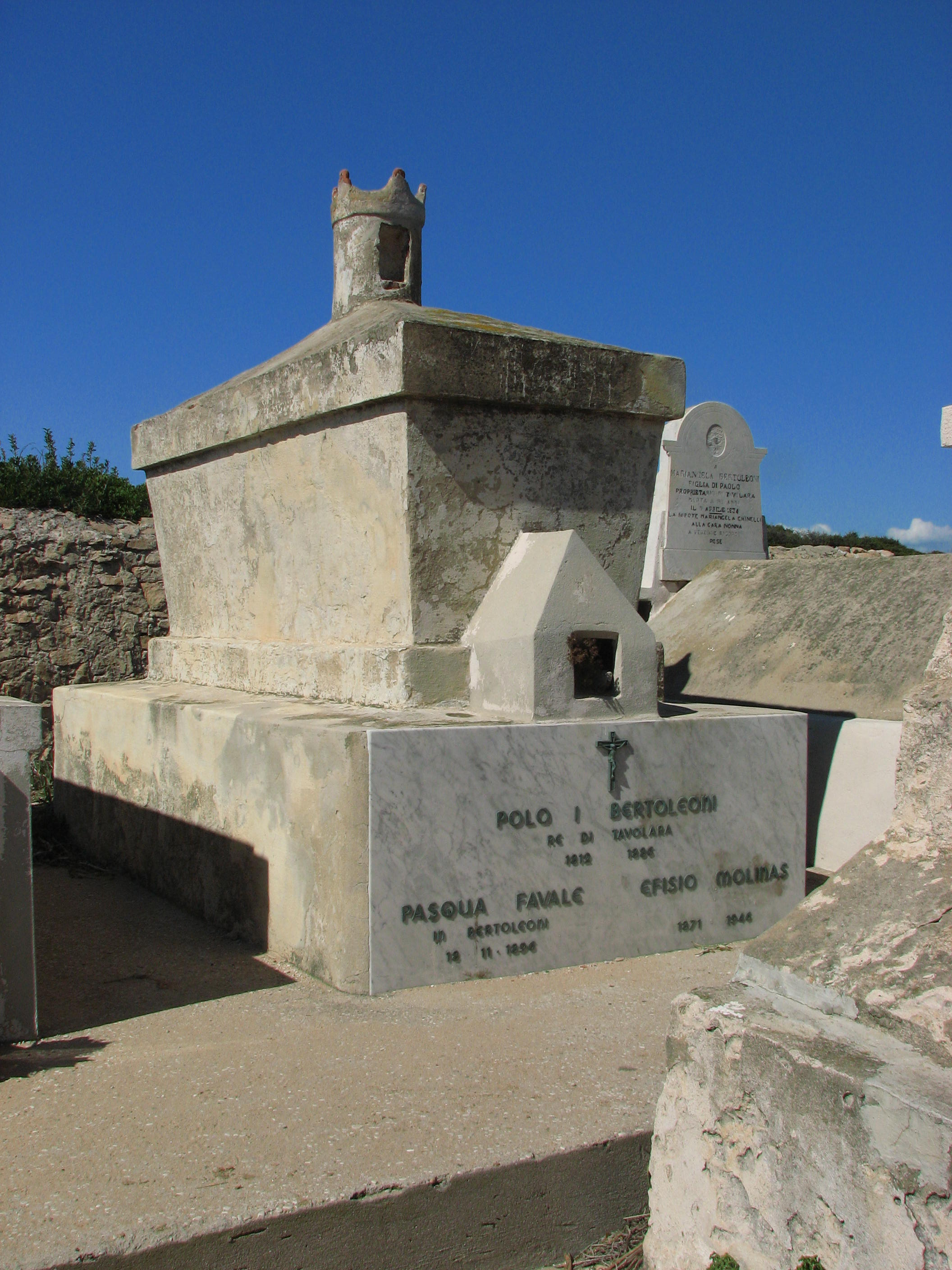
Tumba dos "reis" de Tavolara

A ilha de Tavolara é uma ilha da Itália, localizada a oeste da Sardenha, no mar Tirreno. A ilha pertence à comuna de Ólbia e possui uma área de cerca de 5,9 km². A ilha é um maciço de pedra calcária, com os penhascos íngremes, exceto em suas extremidades. Seu ponto mais elevado esta a 565 m acima do nível do mar.
Atualmente, a ilha é habitada somente por um punhado de famílias e tem um cemitério e um restaurante pequeno de verão.
As cidades mais próximas são Ólbia, e a vila de pesca de Porto San Paolo. As ilhas de Molara e de Molarotto são suas vizinhas.
A ilha e as águas circunvizinhas são parte do Parque Marinho de Tavolara e de Punta Coda Cavallo, criado em 1997. As proteções ambientais colocadas no parque adicionaram limitações ao uso da área para o turismo.

## Reino de Tavolara
Tavolara era um dos menores reinos do planeta, mas é agora simplesmente parte de Itália, embora nunca tenha sido anexado formalmente.
Em 1833, o rei Carlos Alberto da Sardenha visitou a ilha e reconheceu Giuseppe Bertoleoni como monarca soberano e independente. Quando morreu, seu filho mais velho transformou-se no rei Paolo I. Depois da morte de Paolo, em 1886, a ilha se transformou numa república, mas a monarquia foi restabelecida outra vez em 1895. Desde esses tempos, todos os reis da ilha são da família de Bertoleoni, reconhecida como a dinastia de Tavolara pelos reis da Sardenha. Os originais que datam de 1767 afirmam que Tavolara nunca tinha sido uma parte do reino da Sardenha.
O rei atual Carlo II de Tavolara é um cidadão italiano chamado Tonino Bertoleoni, proprietário do Da Tonino, o único restaurante da ilha. Políticamente, os interesses da ilha são representados em suas transações externas pelo príncipe Ernesto Geremia di Tavolara, de La Spezia, Itália.

## Ligações externas

Bandeira do Reino de Tavolara